# راغب صواش
راغب صواش (من مواليد 24 أكتوبر 1966)، هو ممثل تركي ومغني ورياضي سابق معروف بأدواره في وادي الذئاب (2007)، وأين فيروز؟ (2004) والمؤسس: عثمان (2019–2021).

## أعماله

### مسلسلات
- المؤسس: عثمان (دوندار بك،شخصية خيالية، 2019-2021)[3]
- حريم السلطان: السلطانة كوسم (2015)
- كنعان (ماهر، 2011-2012)

## وصلات خارجية
- مقالات تستعمل روابط فنية بلا صلة مع ويكي بيانات